# مجموعة الشايع

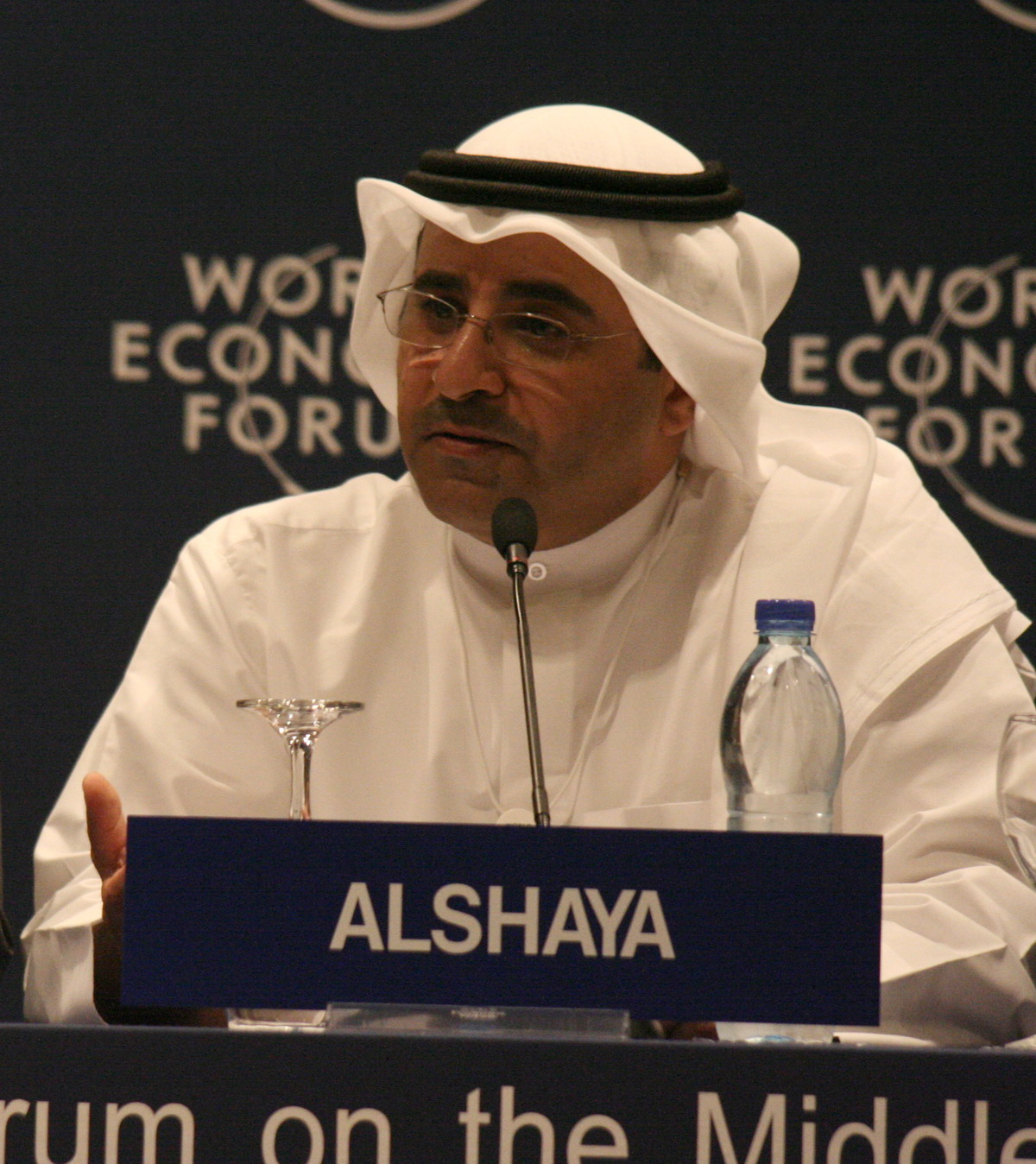
محمد الشايع - المنتدى الاقتصادي العالمي للشرق الأوسط 2008

مجموعة الشايع (بالإنجليزية: Alshaya Group)‏ هي شركة عائلية ومشغل امتياز متعدد الجنسيات يقع مقرها في الكويت. تدير 90 علامة تجارية للبيع بالتجزئة للمستهلكين في جميع أنحاء الشرق الأوسط وشمال إفريقيا وروسيا وتركيا وأوروبا. كما تمتلك مجموعة الشايع مقتنيات في العقارات والبناء والفنادق والسيارات والتجارة العامة، وتتركز بشكل كبير في الشرق الأوسط.
تقدم المجموعة العلامات التجارية مثل ستاربكس، وإتش أند إم، ومذركير، وديبنهامز، وأمريكان إيجل آوتفترز، وبي. إف. تشانغز، وذي تشيز كيك فاكتوري، وذي بودي شوب، وماك، وفيكتوريا سيكريت، وبووتس، وبوتري بارن، وكيدزانيا.

## التاريخ
في عام 1890، تأسست شركة محمد حمود الشايع في الكويت كشركة شحن، وتم التعامل في البداية مع الهند البريطانية. في عام 1965، تنوعت الشركة بافتتاح فندق شيراتون في مدينة الكويت، وهو أول فندق شيراتون خارج أمريكا الشمالية.
في عام 1983، وسعت شركة الشايع أعمالها التجارية عندما حصلت على حقوق الامتياز في الكويت لمتاجر التجزئة البريطانية مذركير، وإتش آند إم.
في عام 1999، دخلت الشايع قطاع بيع المواد الغذائية بالتجزئة بالشراكة مع ستاربكس. كان استحواذ الشايع على امتياز توب شوب لتركيا في عام 2002 أول توسع لها خارج منطقة الشرق الأوسط. انتقلت الشركة إلى روسيا في 2005 من خلال الحصول على حقوق الامتياز الروسية لمذركير. في عام 2006، أطلقت شركة الشايع متجر التجزئة الدولي للملابس H&M في الشرق الأوسط، تلاه عدد من العلامات التجارية التي تتخذ من الولايات المتحدة مقراً لها وتتطلع إلى التوسع في الشرق الأوسط: دين وديلوكا (2008)، بينك بيري.
في عام 2010، أضافت الشايع إمريكان إيجل أوتفترز، وبوتري بارن، وبوتري بارن كيدز إلى محفظتها. كما حصلت على حقوق الامتياز للمنافذ الدولية الأولى في تكساس رودهاوس، وافتتحت أول متاجر فيكتوريا سيكريت للتجميل والإكسسوارات في الشرق الأوسط في البحرين والكويت.
في يونيو 2012، تم افتتاح أول مطعم ذي تشيزكيك فاكتوري وآيهوب خارج أمريكا الشمالية في الإمارات العربية المتحدة. في نوفمبر 2012، تمت إضافة ثماني علامات تجارية أخرى إلى محفظة الشايع: هارفي نيكولز الكويت، فيكتوريا سيكريت، جاك ويلز، COS، تيفانا، جاريت بوب كورن شوبس، ويست إلم وويليامز سونوما.
في ديسمبر 2012، افتتحت شركة الشايع أكاديمية الشايع للبيع بالتجزئة في الرياض بالمملكة العربية السعودية، حيث وفرت التدريب والتوظيف عند التخرج للشابات السعوديات.
في فبراير 2013 افتتحت شركة الشايع الموقع 160 لمصنع تشيز كيك في الأفنيوز (الكويت). في أبريل 2014، أعلنت شركة الشايع أنها ستفتتح أكاديميتين أخريين لشركة الشايع للبيع بالتجزئة في المملكة العربية السعودية، في جدة والدمام. انتقل الشايع إلى قطاع الترفيه والتسلية في يونيو 2013 مع افتتاح كيدزانيا الكويت في الأفنيوز (الكويت). تم إطلاق كاتسويا من قبل فيليب ستارك في الكويت والإمارات العربية المتحدة، وفي ديسمبر 2013، تم تقديم ست علامات تجارية لمطاعم الشايع في المملكة العربية السعودية، وهي تشيزكيك فاكتوري، وآيهوب، وتكساس رودهاوس، وشيك شاك، وبي إف تشانغز، وبيتزا إكسبرس.
في عام 2014، ظهر متجر ايسنج، وهو تاجر تجزئة أمريكي شهير للمجوهرات والإكسسوارات، لأول مرة في الكويت كجزء من محفظة الشايع. يمثل الافتتاح أول توسع للعلامة التجارية خارج الأمريكتين. شهد عام 2015 الظهور الأول في الشرق الأوسط لمطعم Raising Cane's للوجبات السريعة بالدجاج في الكويت.
في عام 2016، أطلقت شركة الشايع برنامج الولاء، نادي الامتيازات، في الكويت، مع خطط لنشر البرنامج في أسواق دول مجلس التعاون الخليجي. كما افتتحت الشركة أول متجر لشركة الشوكولاتة الأمريكية بريدجووتر الشوكولا في الشرق الأوسط. افتتح مطعم بابل اللبناني أول فرع له خارج لبنان في الكويت.
في عام 2017، ظهرت العديد من العلامات التجارية الجديدة في الشرق الأوسط، بما في ذلك مخبز بوشو؛ شارلوت تيلبيري. مستحضرات التجميل إن واي إكس، 400 جرادي.
كما افتتحت الشركة فندق فورسيزونز الكويت في برج الشايع بوسط مدينة الكويت. يضم برج الشايع فندق فورسيزونز المكون من 22 طابقًا في البرج الشرقي وسيضم المقر الرئيسي الجديد للشركة في البرج الغربي المكون من 43 طابقًا. من المقرر الانتهاء من البرج الغربي في عام 2018 وسيكمل التطوير.
شهد عام 2018 ظهور العديد من العلامات التجارية في الشرق الأوسط. تم إطلاق علامة التجميل الكورية إيتود هاوس في دبي، حين تم افتتاح علامتي التجميل والعناية بالبشرة العضوية أفيدا وترومبورغ في الكويت. ظهرت العلامة التجارية السويدية للأزياء بليز بيتزا، كما ظهرت لأول مرة في المنطقة في امتداد المرحلة الرابعة الجديدة من الأفنيوز بالكويت.
في يناير 2019، افتتحت شركة الشايع علامتها التجارية الخاصة عمتي نورة.
| أبرز محطات مجموعة الشايع التاريخية | أبرز محطات مجموعة الشايع التاريخية |
| ---------------------------------- | --- |
| 1890                               | - أسست عائلة الشايع الشركة في الكويت ونمت بثبات مع مرور السنين، وارتبط اسم العائلة ارتباطاً وثيقاً بالتجارة في المنطقة. |
| 1960 – 1970                        | - وسعت الشركة نشاطاتها توسعاً كبيراً وكونت ملفاً زاخراً بالمشاريع والاستثمارات. |
| 1983                               | - دخلت الشايع مجال إدارة وتشغيل العلامات التجارية العالمية ضمن اتفاقيات الامتياز التجاري بافتتاحها أول محل لعلامة مذركير في الكويت. |
| 1980 – 1990                        | - توسعت مجموعة الشايع خلال العقدين التاليين في الشرق الأوسط وأضافت إلى قطاعاتها علامات تجارية جديدة للأزياء تتضمن ديبنهامز، وأسست قسم الصحة والجمال عام 1992 والمطاعم عام 1999 عندما بدأت شراكتها مع ستاربكس. |
| 2000                               | - افتتحت العلامة الرائدة في عالم المكياج ماك عام 2001، وتوسعت الشركة خارج منطقة الشرق الأوسط بالانتقال إلى تركيا عام 2002، وروسيا عام 2005، ومصر عام 2006 ، وأوروبا الوسطى والشرقية عام 2007. - أضافت الشايع أيضا قسمي الصيدلة والبصريات بافتتاح صيدلية بووتس ومحل فجن اكسبرس عامي 2005 و 2006. - تبع ذلك المزيد من علامات الأزياء والمطاعم لتضم أول محل لإتش أند ام في المنطقة عام 2006، ودين & ديلوكا عام 2008 وبي. إف. تشانغز وبينك بيري وبايليس عام 2009. |
| 2010 - 2015                        | منذ بداية العقد الحالي مازالت مجموعة الشايع مستمرة في النمو وتوسيع شراكاتها مع تشكيلة مميزة من العلامات التجارية العالمية: - 2010: الشايع تقدم عدد من العلامات التجارية مثل إمريكان إيجل آوتفترز وفيكتوريا سيكريت للمنطقة، وتتوسع إلى مجال الأثاث المنزلي بافتتاح بوتري بارن وبوتري بارن للأطفال - 2011: انضمت علامات المطاعم الأمريكية مثل تكساس رودهاوس وشيك شاك إلى العلامات التي أدارتها الشايع في المنطقة، وتوسعت مجموعة الشايع إلى العراق والمغرب. - 2012: أُطلقت مجموعة الشايع مطعم ذي تشيزكيك فاكتوري في الشرق الأوسط في دبي، وافتتحت علامات هارفي نيكلز، وجاك ويلز، وكوس، وويليام سونوما، وبوتري بارن أول محلاتها في الكويت. - 2013: توسعت مجموعة الشايع لتضم إلى أقسامها قسم الترفيه العائلي بافتتاح كيدزانيا الكويت، وافتتح موجي خلال العام نفسه. - 2015: 2015: افتتحت الشايع المحل رقم 3000 ضمن باقة العلامات التي تمثلها، وكان ذلك بافتتاح المطعم الحائز على عدة جوائز،ريزينج كينز لأول مرة في الشرق الأوسط في الكويت. |
| من 2016 إلى اليوم                  | - في العام 2017، افتُتِحت المزيد من علامات التجميل في المنطقة مثل شارلوت تلبري، ونكس لمكياج المحترفين، وأفيدا، ولو لابو. كما رحبت محبات الموضة بمحل آند أذر ستوريز. - وفي العام 2018، افتتحت مجموعة الشايع المحل رقم 4000، وافتتحت مونكي وكرت جايجر لأول محلاتهما في الكويت، بالإضافة إلى المزيد من علامات الجمال والعطور التي تضمنت إيتود هاوس ود. فرانيس. واستمرت علامات الأغذية والمطاعم بالتوسع أيضاً بافتتاح بليز بيتزا. ومع افتتاح تيك زون، وجهة العالم الافتراضي المبتكرة، توسع قسم الترفيه العائلي لدى الشايع. - في العام التالي، افتتحت مجموعة الشايع علامة أليس آند أوليفيا وعمتي نورة وقهوة زيتونا، كما أعلنت عن شراكتها في مجال الضيافة بالتوقيع مع هامبتون لإدارة علامة هامبتون باي هيلتون وكانوبي بالإضافة إلى إكوانوكس - أمّا العام 2020، فشهد افتتاح علامة الجمال الكورية إنيسفري والمطعم الأشهر في ميلان برنشي. |

## الدول التي تعمل مع مجموعة الشايع
تدير المجموعة عددًا كبيرًا من العلامات التجارية وفق أعلى مستويات الخدمة في الشرق الأوسط وشمال أفريقيا وروسيا وتركيا وأوروبا، مع آلاف المحلات والمطاعم والمقاهي والوجهات الترفيهية، بالإضافة إلى التجارة الالكترونية الآخذة في النمو.

## عمليات
تدير الشركة حاليًا أكثر من 4,500 متجر في سبعة قطاعات - الأزياء والأحذية، والصحة والجمال، والأغذية، والبصريات، والصيدلة، والمفروشات المنزلية، والترفيه والتسلية - ويعمل بها أكثر من 60 ألف شخص.
تشمل العلامات التجارية الأخرى التي تديرها الشايع مذركير، أمريكان إيجل أوتفيترز، ديبنهامز، هارفي نيكولز الكويت، توب شوب، ستاربكس، شيك شاك، ذي تشيز كيك فاكتوري، بينك بيري، بي إف تشانغز، لو بان كوتيديان، كاتسويا بقلم فيليب ستارك، ذي بودي شوب، مستحضرات التجميل الفنية، فيكتوريا سيكريت، صيدلية بوتس، فيجن إكسبرس، بوتري بارن، ويليامز سونوما، وكيدزانيا الكويت. يمتلك قسم الفنادق بها فندق شيراتون في الكويت وفندق أوبروي في المدينة المنورة، المملكة العربية السعودية.

## روابط خارجية
- الموقع الرسمي